# Педді Демарко
Паскуаль «Педді» Демарко (англ. Pasquale «Paddy» DeMarco; 10 лютого 1928 — 13 грудня 1997) — американський професійний боксер, чемпіон світу з боксу у легкій вазі (1954).

## Боксерська кар'єра
У професійному боксі дебютував 20 березня 1945 року.
5 березня 1954 року на арені Медісон-сквер-гарден у Нью-Йорку зустрівся в поєдинку за звання чемпіона світу у легкій вазі з чинним на той час чемпіоном світу Джиммі Картером. Одноголосним рішенням суддів перемогу і звання чемпіона світу у легкій вазі здобув Педді Демарко.
17 листопада того ж року у Коу-Пелес в Дейлі-Сіті провів бій-реванш. Протягом бою Демарко двічі, у 9-му та 14-му раундах, побував у нокдауні. Бій завершився технічним нокаутом у 15-му раунді та втратою Демарко чемпіонського титулу.
У листопаді 1959 року завершив боксерську кар'єру. Всього провів 104 бої, у 75 з яких здобув перемогу.